# Crăciunelu de Jos (gmina)
Crăciunelu de Jos – gmina w Rumunii, w okręgu Alba. Obejmuje tylko jedną miejscowość Crăciunelu de Jos. W 2011 roku liczyła 1954 mieszkańców.

## Demografia
Skład etniczny według spisu z 2011 roku:
- Rumuni – 1823 (93,30 %)
- Węgrzy – 58 (2,97 %)
- Romowie – 15 (0,76 %)
- nieokreślona przynależność – 58 (2,97 %)